# Dendropaemon lobatus
Dendropaemon lobatus là một loài bọ cánh cứng trong họ Bọ hung (Scarabaeidae).